# Bildformat (datorskärmar)
Bildformatet för en datorskärm är den proportionerliga relationen mellan bredd och höjd. 
Proportionerna mellan bredd och höjd uttrycks som två siffror separerade av ett kolon (x:y). Vanliga bildformat för datorskärmar är 4:3, 16:10 och 16:9.
 Bildskärmar med bildformat bredare än 4:3 kallas även widescreen. Widescreen datorskärmar är oftast av 16:9 eller 16:10 bildförhållande. Under 2008 började datorindustrin att flytta över från 4:3 och 16:10 till 16:9. Många 16:9 bildskärmar finns i upplösningarna på 1024 × 576, 1152 × 648, 1280 × 720, 1366 × 768, 1600 × 900, 1920 × 1080, 2560 × 1440 och 3840 × 2160.